# Jaime Vallvé
Jaime Vallvé (egentligen Santiago Jaime Vallvé Peralta), född 1928 i Barcelona (Spanien), död 15 oktober 2000, var en spansk-dansk serietecknare som bland annat har tecknat Fantomen och Johan Vilde. Han skrev även seriemanus. Jaime Vallvé flyttade till Danmark i slutet av 1950-talet. Hans första Fantomenäventyr hette Den döda floden och publicerades i Fantomen nr 1/1972.
Jaime Vallvé tecknade från 1959 och ett par år in på 1960-talet den danska äventyrsserien Eddie för dagspress distribuerad av seriesyndikatet PIB Copenhagen. 